# Horismenus
Horismenus is een geslacht van vliesvleugeligen uit de familie Eulophidae. De wetenschappelijke naam van dit geslacht is voor het eerst geldig gepubliceerd in 1843 door Walker.

## Soorten
Het geslacht Horismenus omvat de volgende soorten:
- Horismenus abagus Hansson, 2009
- Horismenus absens Hansson, 2009
- Horismenus absonus Narendran & Girish Kumar, 2011
- Horismenus abus Hansson, 2009
- Horismenus aclysus Hansson, 2009
- Horismenus acragus Hansson, 2009
- Horismenus adaetus Hansson, 2009
- Horismenus adelus Hansson, 2009
- Horismenus adius Hansson, 2009
- Horismenus aegifer Hansson, 2009
- Horismenus aegitus Hansson, 2009
- Horismenus aeneicollis Ashmead, 1904
- Horismenus agastus Hansson, 2009
- Horismenus agnostus Hansson, 2009
- Horismenus agrilus Hansson, 2009
- Horismenus agujas Hansson, 2009
- Horismenus aistus Hansson, 2009
- Horismenus alas Hansson, 2009
- Horismenus albicoxa Hansson, 2009
- Horismenus albiflavus Hansson, 2009
- Horismenus albipes (Schrottky, 1902)
- Horismenus albiscapus Hansson, 2009
- Horismenus alienus Hansson, 2009
- Horismenus alnus Hansson, 2009
- Horismenus amadeus Hansson, 2009
- Horismenus amalurus Hansson, 2009
- Horismenus ambaricus Hansson, 2009
- Horismenus ambitus Hansson, 2009
- Horismenus amelus Hansson, 2009
- Horismenus amigus Hansson, 2009
- Horismenus amplus Hansson, 2009
- Horismenus anabius Hansson, 2009
- Horismenus anamarus Hansson, 2009
- Horismenus ananus Hansson, 2009
- Horismenus ancilifer Hansson, 2009
- Horismenus ancilla (Brèthes, 1917)
- Horismenus anisus Hansson, 2009
- Horismenus anoptus Hansson, 2009
- Horismenus antander (Walker, 1839)
- Horismenus antrus Hansson, 2009
- Horismenus apantelivorus Crawford, 1911
- Horismenus aphantus Hansson, 2009
- Horismenus aquilus Hansson, 2009
- Horismenus aratus Hansson, 2009
- Horismenus arboristus Hansson, 2009
- Horismenus arcuatus Hansson, 2009
- Horismenus argosites Hansson, 2009
- Horismenus argus Hansson, 2009
- Horismenus arillus Hansson, 2009
- Horismenus ashmeadii (Dalla Torre, 1898)
- Horismenus atroscapus (Girault, 1917)
- Horismenus aureorufus Hansson, 2009
- Horismenus aureoviridis Hansson, 2009
- Horismenus avarus Hansson, 2009
- Horismenus aviatus Hansson, 2009
- Horismenus azofeifai Hansson, 2009
- Horismenus baeops Hansson, 2009
- Horismenus balloui Crawford, 1911
- Horismenus bambus Hansson, 2009
- Horismenus beatus Hansson, 2009
- Horismenus belizensis Hansson, 2009
- Horismenus bellus Hansson, 2009
- Horismenus bennetti Schauff, 1987
- Horismenus bentoni Hansson, 2009
- Horismenus betulus Hansson, 2009
- Horismenus biclavatus Hansson, 2009
- Horismenus bicolor Hansson, 2009
- Horismenus bifucatus Hansson, 2009
- Horismenus bisulcus Ashmead, 1904
- Horismenus bledius Hansson, 2009
- Horismenus bonitus Hansson, 2009
- Horismenus bonus Hansson, 2009
- Horismenus boxi Hansson, 2009
- Horismenus brachycaulis Hansson, 2009
- Horismenus brachycerus Hansson, 2009
- Horismenus brachythrix Hansson, 2009
- Horismenus brachyurus Hansson, 2009
- Horismenus brasiliensis Ashmead, 1904
- Horismenus breviapex Hansson, 2009
- Horismenus brevicornis Hansson, 2009
- Horismenus bruchophagus Burks, 1971
- Horismenus bryoscapus Hansson, 2009
- Horismenus butcheri Hansson & Aebi, 2004
- Horismenus byrrus Hansson, 2009
- Horismenus cacao Hansson, 2009
- Horismenus calamifer Hansson, 2009
- Horismenus calamus Hansson, 2009
- Horismenus campus Hansson, 2009
- Horismenus camurus Hansson, 2009
- Horismenus candicans Hansson, 2009
- Horismenus candicoxa Hansson, 2009
- Horismenus candirus Hansson, 2009
- Horismenus caperatus Hansson, 2009
- Horismenus capillatus Hansson, 2009
- Horismenus caratus Hansson, 2009
- Horismenus carolinensis Burks, 1971
- Horismenus casacocae Hansson, 2009
- Horismenus castensis Hansson, 2009
- Horismenus castus Hansson, 2009
- Horismenus catherinae Hansson, 2009
- Horismenus catiensis Hansson, 2009
- Horismenus caudaster Hansson, 2009
- Horismenus caudatus Hansson, 2009
- Horismenus caudunculus Hansson, 2009
- Horismenus caulitus Hansson, 2009
- Horismenus cavei Hansson, 2009
- Horismenus caxus Hansson, 2009
- Horismenus cebus Hansson, 2009
- Horismenus cecropiae Hansson, 2009
- Horismenus cepheus Hansson, 2009
- Horismenus cericornis Hansson, 2009
- Horismenus cetiops Hansson, 2009
- Horismenus cetratus Hansson, 2009
- Horismenus cetruchus Hansson, 2009
- Horismenus christenseni (Blanchard, 1942)
- Horismenus chrysochlorus Hansson, 2009
- Horismenus chrysourus Hansson, 2009
- Horismenus chydaeus Hansson, 2009
- Horismenus circus Hansson, 2009
- Horismenus cirrus Hansson, 2009
- Horismenus citrus Hansson, 2009
- Horismenus clavatus Hansson, 2009
- Horismenus clavicornis (Cameron, 1913)
- Horismenus claviger Hansson, 2009
- Horismenus claviseta Hansson, 2009
- Horismenus cleodora Walker, 1843
- Horismenus clubus Hansson, 2009
- Horismenus cobus Hansson, 2009
- Horismenus cockerelli Crawford, 1911
- Horismenus cocoensis Hansson, 2009
- Horismenus coelomerae Hansson, 2009
- Horismenus cohnorum Hansson, 2009
- Horismenus colurus Hansson, 2009
- Horismenus compsus Hansson, 2009
- Horismenus convexus Hansson, 2009
- Horismenus copalensis Hansson, 2009
- Horismenus corbus Hansson, 2009
- Horismenus cordylipher Hansson, 2009
- Horismenus corumbae Ashmead, 1904
- Horismenus coruscus Hansson, 2009
- Horismenus corynatus Hansson, 2009
- Horismenus corynipher Hansson, 2009
- Horismenus crassicornis Hansson, 2009
- Horismenus crassus Hansson, 2009
- Horismenus crinitus Hansson, 2009
- Horismenus culmatus Hansson, 2009
- Horismenus cumulus Hansson, 2009
- Horismenus cupreus (Ashmead, 1894)
- Horismenus cuspidis Hansson, 2009
- Horismenus cyaneoviridis Girault, 1911
- Horismenus depressus Gahan, 1930
- Horismenus dibolus Hansson, 2009
- Horismenus dichrous Hansson, 2009
- Horismenus dinus Hansson, 2009
- Horismenus discus Hansson, 2009
- Horismenus distinguendus Blanchard, 1936
- Horismenus dolichogaster Hansson, 2009
- Horismenus dolichopygus Hansson, 2009
- Horismenus dolichurus Hansson, 2009
- Horismenus doratus Hansson, 2009
- Horismenus dorypher Hansson, 2009
- Horismenus dryas Hansson, 2009
- Horismenus dulcis Hansson, 2009
- Horismenus eburneus Hansson, 2009
- Horismenus elachurus Hansson, 2009
- Horismenus elanus Hansson, 2009
- Horismenus elineatus Schauff, 1989
- Horismenus elongatus Hansson, 2009
- Horismenus emperamus (Walker, 1839)
- Horismenus eneus Hansson, 2009
- Horismenus epiurus Hansson, 2009
- Horismenus erasmus Hansson, 2009
- Horismenus eratus Hansson, 2009
- Horismenus erebus Hansson, 2009
- Horismenus eremnus Hansson, 2009
- Horismenus eridanus Hansson, 2009
- Horismenus esulcus Hansson, 2009
- Horismenus eumantis Hansson, 2009
- Horismenus eurys Hansson, 2009
- Horismenus euscopus Hansson, 2009
- Horismenus fagus Hansson, 2009
- Horismenus findus Hansson, 2009
- Horismenus floresae Hansson, 2009
- Horismenus floridanus (Ashmead, 1888)
- Horismenus floridensis (Schauff & Boucek, 1987)
- Horismenus foveatus Hansson, 2009
- Horismenus fraternus (Fitch, 1856)
- Horismenus frurus Hansson, 2009
- Horismenus fuertus Hansson, 2009
- Horismenus fulgens Hansson, 2009
- Horismenus fulgidus Hansson, 2009
- Horismenus fulmarus Hansson, 2009
- Horismenus fulvicoxa Hansson, 2009
- Horismenus fustigatus Hansson, 2009
- Horismenus galactotes Hansson, 2009
- Horismenus galenus Hansson, 2009
- Horismenus gandus Hansson, 2009
- Horismenus gigojos Hansson, 2009
- Horismenus glaucus Hansson, 2009
- Horismenus globus Hansson, 2009
- Horismenus glomeris Hansson, 2009
- Horismenus glyphus Hansson, 2009
- Horismenus gomezi Hansson, 2009
- Horismenus gongylus Hansson, 2009
- Horismenus graciliventris (Girault, 1916)
- Horismenus griffus Hansson, 2009
- Horismenus guanacastensis Hansson, 2009
- Horismenus gutierrezi Hansson, 2009
- Horismenus gyrus Hansson, 2009
- Horismenus hadroglene Hansson, 2009
- Horismenus hadromma Hansson, 2009
- Horismenus hadrops Hansson, 2009
- Horismenus hansoni Hansson, 2009
- Horismenus hastatus Hansson, 2009
- Horismenus hegelochus (Walker, 1839)
- Horismenus hesperifilus Hansson, 2009
- Horismenus heterothrix Hansson, 2009
- Horismenus hiatus Hansson, 2009
- Horismenus hipparchia (Cameron, 1913)
- Horismenus hirsutus (Gumovsky & Boucek, 2003)
- Horismenus hitoyensis Hansson, 2009
- Horismenus huggerti Hansson, 2009
- Horismenus hylaeus Hansson, 2009
- Horismenus hylobius Hansson, 2009
- Horismenus hypatia (Girault, 1915)
- Horismenus iangauldi Hansson, 2009
- Horismenus ignotus Burks, 1971
- Horismenus ilius Hansson, 2009
- Horismenus indus Hansson, 2009
- Horismenus inflatus Hansson, 2009
- Horismenus ioides Hansson, 2009
- Horismenus iorus Hansson, 2009
- Horismenus iquitus Hansson, 2009
- Horismenus jimenezi Hansson, 2009
- Horismenus lacticoxa Hansson, 2009
- Horismenus lanceatus Hansson, 2009
- Horismenus lanius Hansson, 2009
- Horismenus lapierrei Hansson, 2009
- Horismenus laselvae Hansson, 2009
- Horismenus latrodecti Burks, 1971
- Horismenus leius Hansson, 2009
- Horismenus leucopterae Hansson, 2009
- Horismenus leurus Hansson, 2009
- Horismenus levifrons Hansson, 2009
- Horismenus levis Hansson, 2009
- Horismenus limosus Hansson, 2009
- Horismenus linus Hansson, 2009
- Horismenus lius Hansson, 2009
- Horismenus livens Hansson, 2009
- Horismenus lividus Hansson, 2009
- Horismenus lixivorus Crawford, 1907
- Horismenus lonchurus Hansson, 2009
- Horismenus longicalcar Hansson, 2009
- Horismenus longicaudus Hansson, 2009
- Horismenus longicaulis Hansson, 2009
- Horismenus longiclava Hansson, 2009
- Horismenus longicornis Hansson, 2009
- Horismenus longigaster Hansson, 2009
- Horismenus lydius Hansson, 2009
- Horismenus macrocercus Hansson, 2009
- Horismenus macrogaster Girault, 1912
- Horismenus macropygus Hansson, 2009
- Horismenus macrurus Hansson, 2009
- Horismenus magniclavus Hansson, 2009
- Horismenus malus Hansson, 2009
- Horismenus mantis Hansson, 2009
- Horismenus mazus Hansson, 2009
- Horismenus megalomma Hansson, 2009
- Horismenus megalops Hansson, 2009
- Horismenus megascapus Hansson, 2009
- Horismenus metallicus (Ashmead, 1894)
- Horismenus mexicanus (Burks, 1968)
- Horismenus micans Hansson, 2009
- Horismenus microgaster (Ashmead, 1888)
- Horismenus micrurus Hansson, 2009
- Horismenus missouriensis (Ashmead, 1888)
- Horismenus mixtus Hansson, 2009
- Horismenus morus Hansson, 2009
- Horismenus mundus Hansson, 2009
- Horismenus naevus Hansson, 2009
- Horismenus naganus Hansson, 2009
- Horismenus nanoculus Hansson, 2009
- Horismenus napus Hansson, 2009
- Horismenus nasutus Hansson, 2009
- Horismenus navius Hansson, 2009
- Horismenus neuquenensis (Havrylenko, 1949)
- Horismenus nexus Hansson, 2009
- Horismenus nicoyae Hansson, 2009
- Horismenus nigroaeneus (Ashmead, 1894)
- Horismenus nigrocyaneus (Ashmead, 1894)
- Horismenus nilus Hansson, 2009
- Horismenus nimbus Hansson, 2009
- Horismenus ninus Hansson, 2009
- Horismenus nishidai Hansson, 2009
- Horismenus nitens (Howard, 1892)
- Horismenus nitidus Hansson, 2009
- Horismenus niveicoxa Hansson, 2009
- Horismenus notabilis Hansson, 2009
- Horismenus noyesi Hansson, 2009
- Horismenus nuchalis Hansson, 2009
- Horismenus nyctiscapus Hansson, 2009
- Horismenus obscuricrus Hansson, 2009
- Horismenus obscurus Hansson, 2009
- Horismenus ogus Hansson, 2009
- Horismenus olingus Hansson, 2009
- Horismenus opsiphanis (Schrottky, 1909)
- Horismenus orbiculus Hansson, 2009
- Horismenus orbus Hansson, 2009
- Horismenus orinus Hansson, 2009
- Horismenus osaensis Hansson, 2009
- Horismenus otus Hansson, 2009
- Horismenus oviesus Hansson, 2009
- Horismenus pallidicornis Hansson, 2009
- Horismenus pallidicoxa Hansson, 2009
- Horismenus panamensis Hansson, 2009
- Horismenus panatus Hansson, 2009
- Horismenus panurus Hansson, 2009
- Horismenus paramus Hansson, 2009
- Horismenus parmatus Hansson, 2009
- Horismenus parmifer Hansson, 2009
- Horismenus parus Hansson, 2009
- Horismenus patagonensis Blanchard, 1936
- Horismenus patus Hansson, 2009
- Horismenus pellus Hansson, 2009
- Horismenus peltatus Hansson, 2009
- Horismenus peltifer Hansson, 2009
- Horismenus peltruchus Hansson, 2009
- Horismenus peraclys Hansson, 2009
- Horismenus periomma Hansson, 2009
- Horismenus persimilis Ashmead, 1904
- Horismenus perus Hansson, 2009
- Horismenus petiolatus (Ashmead, 1894)
- Horismenus phiarus Hansson, 2009
- Horismenus pilatus Hansson, 2009
- Horismenus pilicornis Hansson, 2009
- Horismenus pilonensis Hansson, 2009
- Horismenus pitillae Hansson, 2009
- Horismenus platynotus Hansson, 2009
- Horismenus poliminis Hansson, 2009
- Horismenus pompus Hansson, 2009
- Horismenus pontus Hansson, 2009
- Horismenus pradus Hansson, 2009
- Horismenus procerus Hansson, 2009
- Horismenus productus (Ashmead, 1894)
- Horismenus prolatus Hansson, 2009
- Horismenus puniceus Hansson, 2009
- Horismenus purpureus Hansson, 2009
- Horismenus puttleri (Grissell, 1981)
- Horismenus pyramis Hansson, 2009
- Horismenus randyjonesi Hansson, 2009
- Horismenus reticulatus Hansson, 2009
- Horismenus retzius Hansson, 2009
- Horismenus rhanis Hansson, 2009
- Horismenus rhinoxus Hansson, 2009
- Horismenus rhopalotus Hansson, 2009
- Horismenus riatus Hansson, 2009
- Horismenus ristus Hansson, 2009
- Horismenus rosensis Hansson, 2009
- Horismenus rubii Hansson, 2009
- Horismenus salius Hansson, 2009
- Horismenus sardus (Walker, 1847)
- Horismenus scopus Hansson, 2009
- Horismenus selvensis Hansson, 2009
- Horismenus selvius Hansson, 2009
- Horismenus seminiger De Santis, 1983
- Horismenus sensillifer Hansson, 2009
- Horismenus sibynatus Hansson, 2009
- Horismenus signifer Hansson, 2009
- Horismenus siratus Hansson, 2009
- Horismenus sirenae Hansson, 2009
- Horismenus sirius Hansson, 2009
- Horismenus specularis (Erdös, 1954)
- Horismenus spicatus Hansson, 2009
- Horismenus steirastomae (Girault, 1916)
- Horismenus stipitus Hansson, 2009
- Horismenus stratus Hansson, 2009
- Horismenus striatus Hansson, 2009
- Horismenus striolatus Hansson, 2009
- Horismenus sulcatus Hansson, 2009
- Horismenus sychnus Hansson, 2009
- Horismenus tanus Hansson, 2009
- Horismenus tanyclonis Hansson, 2009
- Horismenus tanypygus Hansson, 2009
- Horismenus tanyurus Hansson, 2009
- Horismenus tapantibius Hansson, 2009
- Horismenus taxus Hansson, 2009
- Horismenus telatus Hansson, 2009
- Horismenus templus Hansson, 2009
- Horismenus texanus (Girault, 1917)
- Horismenus ticus Hansson, 2009
- Horismenus tragulatus Hansson, 2009
- Horismenus triangulatus Hansson, 2009
- Horismenus trigonus Hansson, 2009
- Horismenus trinidensis Hansson, 2009
- Horismenus triquetrus Hansson, 2009
- Horismenus trochus Hansson, 2009
- Horismenus tumidus Hansson, 2009
- Horismenus tythops Hansson, 2009
- Horismenus umanai Hansson, 2009
- Horismenus vanus Hansson, 2009
- Horismenus verdensis Hansson, 2009
- Horismenus verus Hansson, 2009
- Horismenus vitrius Hansson, 2009
- Horismenus vogti Hansson, 2009
- Horismenus wilsoni Hansson, 2009
- Horismenus zurquicola Hansson, 2009